# コロイルCoAヒドロラーゼ
コロイルCoAヒドロラーゼ(Choloyl-CoA hydrolase、EC 3.1.2.27)は、以下の化学反応を触媒する酵素である。
コロイルCoA + 水{\displaystyle \rightleftharpoons }コール酸 + 補酵素A
従って、基質はコロイルCoAと水の2つ、生成物はコール酸と補酵素Aの2つである。
この酵素は加水分解酵素に分類され、特にチオエステル結合に作用する。系統名は、コロイルCoAヒドロラーゼ(choloyl-CoA hydrolase)である。